# Condado de Santa Cruz (Arizona)
O Condado de Santa Cruz é um dos 15 condados do estado norte-americano do Arizona. A sede do condado é Nogales, e sua maior cidade é Nogales.
O condado possui uma área de 3 207 km² (dos quais 1 km² estão cobertos por água), uma população de 38 381 habitantes, e uma densidade populacional de 12 hab/km² (segundo o censo nacional de 2000).
O condado foi fundado em 1899.